# Drew (Maine)
Drew ist eine ehemalige Plantation im Penobscot County des Bundesstaates Maine in den Vereinigten Staaten. Im Jahr 2020 lebten dort 26 Einwohner in 34 Haushalten auf einer Fläche von 101,3 km². Im Jahr 2023 wurde die Plantation aufgelöst und gehört seither zu den gemeindefreien Gebieten von Maine.

## Geografie
Nach dem United States Census Bureau hat Drew eine Gesamtfläche von 114,3 km², von der 98,5 km² Land sind und 2,8 km² aus Gewässern bestehen.

### Geografische Lage
Drew liegt im Osten des Penobscot Countys und grenzt im Norden an das Aroostook County und im Osten an das Washington County. Der Mattawamkeag River fließt in südliche Richtung durch das Gebiet. Er mündet bei Mattawamkeag in den Penobscot River. Im Süden liegt der einzige See auf dem Gebiet von Drew, der Mud Pond. Die Oberfläche ist eher eben, der Potter Hill mit 191 m Höhe ist die höchste Erhebung.

### Nachbargemeinden
Alle Entfernungen sind als Luftlinien zwischen den offiziellen Koordinaten der Orte aus der Volkszählung 2010 angegeben.
- Norden: Reed Plantation, 4,0 km
- Osten: North Washington, Unorganized Territory, Washington County, 53,2 km
- Süden: Prentiss, Unorganized Territory, 10,1 km
- Südwesten: Webster, 17,2 km
- Westen: Kingman, Unorganized Territory, 9,8 km
- Nordwesten: Mattawamkeag, 17,6 km

### Stadtgliederung
In Drew gibt es zwei Siedlungsgebiete: Meadow Brook und Upper Drew.

### Klima
Die mittlere Durchschnittstemperatur in Drew liegt zwischen −11,1 °C (12 °F) im Januar und 20,6 °C (69 °F) im Juli. Damit ist der Ort gegenüber dem langjährigen Mittel der USA um etwa 9 Grad kühler. Die Schneefälle zwischen Oktober und Mai liegen mit bis zu zweieinhalb Metern mehr als doppelt so hoch wie die mittlere Schneehöhe in den USA; die tägliche Sonnenscheindauer liegt am unteren Rand des Wertespektrums der USA.

## Geschichte
Der ursprüngliche Name für das Gebiet lautete: Township No. 7, Fourth Range North of Bingham's Penobscot Purchase (T7 R4 NBPP). Am 8. September 1856 wurde Drew als Plantation organisiert. Diese Organisation wurde am 25. Januar 1868 bestätigt. Die Organisation als Town erfolgte am 5. April 1921, jedoch wurde Drew nach den Schwierigkeiten der Great Depression im Jahr 1937 zurück als Plantation organisiert.
Die Besiedlung startete auf dem Gebiet von Drew im Jahr 1825.

### Einwohnerentwicklung
| Volkszählungsergebnisse – Plantation of Drew, Maine | Volkszählungsergebnisse – Plantation of Drew, Maine | Volkszählungsergebnisse – Plantation of Drew, Maine | Volkszählungsergebnisse – Plantation of Drew, Maine | Volkszählungsergebnisse – Plantation of Drew, Maine | Volkszählungsergebnisse – Plantation of Drew, Maine | Volkszählungsergebnisse – Plantation of Drew, Maine | Volkszählungsergebnisse – Plantation of Drew, Maine | Volkszählungsergebnisse – Plantation of Drew, Maine | Volkszählungsergebnisse – Plantation of Drew, Maine | Volkszählungsergebnisse – Plantation of Drew, Maine |
| Jahr                                                | 1800                                                | 1810                                                | 1820                                                | 1830                                                | 1840                                                | 1850                                                | 1860                                                | 1870                                                | 1880                                                | 1890                                                |
| --------------------------------------------------- | --------------------------------------------------- | --------------------------------------------------- | --------------------------------------------------- | --------------------------------------------------- | --------------------------------------------------- | --------------------------------------------------- | --------------------------------------------------- | --------------------------------------------------- | --------------------------------------------------- | --------------------------------------------------- |
| Einwohner                                           |                                                     |                                                     |                                                     |                                                     |                                                     |                                                     | 85                                                  | 137                                                 | 110                                                 |                                                     |
| Jahr                                                | 1900                                                | 1910                                                | 1920                                                | 1930                                                | 1940                                                | 1950                                                | 1960                                                | 1970                                                | 1980                                                | 1990                                                |
| Einwohner                                           | 120                                                 | 247                                                 | 286                                                 | 110                                                 | 93                                                  | 72                                                  | 43                                                  | 32                                                  | 57                                                  | 43                                                  |
| Jahr                                                | 2000                                                | 2010                                                | 2020                                                | 2030                                                | 2040                                                | 2050                                                | 2060                                                | 2070                                                | 2080                                                | 2090                                                |
| Einwohner                                           | 57                                                  | 46                                                  | 26                                                  |                                                     |                                                     |                                                     |                                                     |                                                     |                                                     |                                                     |

## Wirtschaft und Infrastruktur

### Verkehr
Durch Drew verläuft in nordsüdlicher Richtung die Maine State Route 171.

### Öffentliche Einrichtungen
In Drew gibt es keine medizinischen Einrichtungen oder Krankenhäuser sowie sonstige Einrichtungen. Nächstgelegene Einrichtungen für die Bewohner von Drew befinden sich in Danforth.

### Bildung
Für die Schulbildung ist in Drew das Drew Plt School Department zuständig.